# Дива ръж
Дивата ръж (Secale sylvestre) е вид растение от семейство Житни (Poaceae).
Таксонът е описан за пръв път от Николаус Томас Хост през 1809 година.